# Escles
Escles [ɛkl]  est une commune française située dans le département des Vosges, en région Grand Est.
Ses habitants sont appelés les Escloniens.

## Géographie

### Localisation
Escles est une commune de la Vôge constituée de trois hameaux : Maupotel, le Void d'Escles et le Centre. Épine dorsale des monts Faucilles, la ligne de partage des eaux entre mer du Nord et Méditerranée délimite le sud du territoire : le Madon, affluent de la Moselle, y naît à quelques kilomètres de la source de la Saône à Vioménil.
| Pierrefitte | Ville-sur-Illon | Harol                  |
| Lerrain     | Escles          |                        |
|             | Vioménil        | Charmois-l'Orgueilleux |

### Sismicité
Commune située dans une zone 2 de sismicitéfaible.

### Hydrographie et les eaux souterraines
Hydrogéologie et climatologie : Système d’information pour la gestion des eaux souterraines du bassin Rhin-Meuse :
Territoire communal : Occupation du sol (Corinne Land Cover); Cours d'eau (BD Carthage),
Géologie : Carte géologique; Coupes géologiques et techniques,
 Hydrogéologie : Masses d'eau souterraine; BD Lisa; Cartes piézométriques.

#### Réseau hydrographique
La commune est située pour partie dans le bassin versant du Rhin au sein du bassin Rhin-Meuse et pour partie dans le bassin versant de la Saône au sein du bassin Rhône-Méditerranée-Corse. Elle est drainée par la Saône, le Madon, le ruisseau de Bois le Saint, le ruisseau de la Cote de Chaume, le ruisseau de l'Etang de Puthiere, le ruisseau de l'Etang Jeanmole, le ruisseau de l'Etang Roussel, le ruisseau des Meules et le ruisseau du Bois de l'Etang de Jeanmole,.
La Saône prend sa source à Vioménil au pied du Ménamont, au sud des monts Faucilles à 405 m d'altitude. Elle conflue avec le Rhône à Lyon, à l'altitude de 163 mètres après avoir traversé le val de Saône.
Le Madon, d'une longueur totale de 96,9 km, prend sa source dans la commune de Vioménil et se jette dans la Moselle à Pont-Saint-Vincent, après avoir traversé 47 communes.

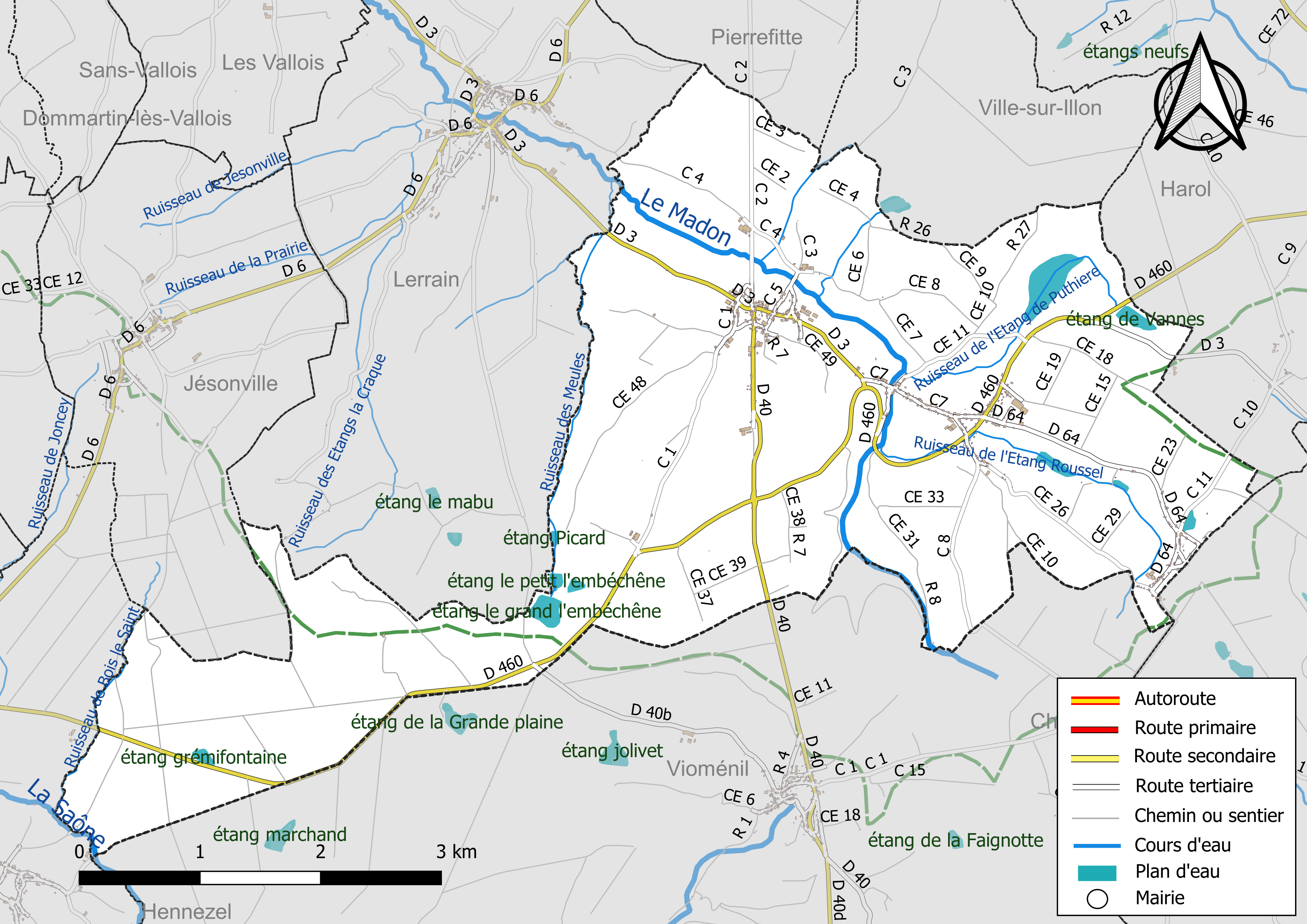
Réseaux hydrographique et routier d'Escles.

#### Gestion et qualité des eaux
Le territoire communal est couvert par le schéma d'aménagement et de gestion des eaux (SAGE) « Nappe des Grès du Trias Inférieur ». Ce document de planification, dont le territoire comprend le périmètre de la zone de répartition des eaux de la nappe des Grès du trias inférieur (GTI), d'une superficie de 1 497 km2,  est en cours d'élaboration. L’objectif poursuivi est de stabiliser les niveaux piézométriques de la nappe des GTI et atteindre l'équilibre entre les prélèvements et la capacité de recharge de la nappe. Il doit être cohérent avec les objectifs de qualité définis dans les SDAGE Rhin-Meuse et Rhône-Méditerranée. La structure porteuse de l'élaboration et de la mise en œuvre est le conseil départemental des Vosges.
La qualité des eaux de baignade et des cours d’eau peut être consultée sur un site dédié géré par les agences de l’eau et l’Agence française pour la biodiversité. 

### Climat
Pour des articles plus généraux, voir Climat du Grand Est et Climat des Vosges.
En 2010, le climat de la commune est de type climat des marges montargnardes, selon une étude du Centre national de la recherche scientifique s'appuyant sur une série de données couvrant la période 1971-2000. En 2020, Météo-France publie une typologie des climats de la France métropolitaine dans laquelle la commune est dans une zone de transition entre le climat océanique altéré et le climat océanique altéré et est dans la région climatique  Lorraine, plateau de Langres, Morvan, caractérisée par un hiver rude (1,5 °C), des vents modérés et des brouillards fréquents en automne et hiver. 
Pour la période 1971-2000, la température annuelle moyenne est de 9,7 °C, avec une amplitude thermique annuelle de 17,1 °C. Le cumul annuel moyen de précipitations est de 1 028 mm, avec 12,8 jours de précipitations en janvier et 9,9 jours en juillet. Pour la période 1991-2020, la température moyenne annuelle observée sur la station météorologique de Météo-France la plus proche, « Dommartin-aux-Bois_sapc », sur la commune de Dommartin-aux-Bois à 8 km à vol d'oiseau, est de 10,6 °C et le cumul annuel moyen de précipitations est de 908,9 mm. 
La température maximale relevée sur cette station est de 39,4 °C, atteinte le 25 juillet 2019 ; la température minimale est de −17,5 °C, atteinte le 20 décembre 2009,,. 
Les paramètres climatiques de la commune ont été estimés pour le milieu du siècle (2041-2070) selon différents scénarios d'émission de gaz à effet de serre à partir des nouvelles projections climatiques de référence DRIAS-2020. Ils sont consultables sur un site dédié publié par Météo-France en novembre 2022.

## Urbanisme

### Typologie
Au 1er janvier 2024, Escles est catégorisée commune rurale à habitat dispersé, selon la nouvelle grille communale de densité à sept niveaux définie par l'Insee en 2022.
Elle est située hors unité urbaine. Par ailleurs la commune fait partie de l'aire d'attraction d'Épinal, dont elle est une commune de la couronne,. Cette aire, qui regroupe 118 communes, est catégorisée dans les aires de 50 000 à moins de 200 000 habitants,.

### Occupation des sols
L'occupation des sols de la commune, telle qu'elle ressort de la base de données européenne d’occupation biophysique des sols Corine Land Cover (CLC), est marquée par l'importance des territoires agricoles (64,5 % en 2018), une proportion sensiblement équivalente à celle de 1990 (64,8 %). La répartition détaillée en 2018 est la suivante : 
prairies (37,4 %), forêts (31,5 %), terres arables (20,4 %), zones agricoles hétérogènes (6,7 %), zones urbanisées (2,8 %), eaux continentales (1,1 %). L'évolution de l’occupation des sols de la commune et de ses infrastructures peut être observée sur les différentes représentations cartographiques du territoire : la carte de Cassini (XVIIIe siècle), la carte d'état-major (1820-1866) et les cartes ou photos aériennes de l'IGN pour la période actuelle (1950 à aujourd'hui).

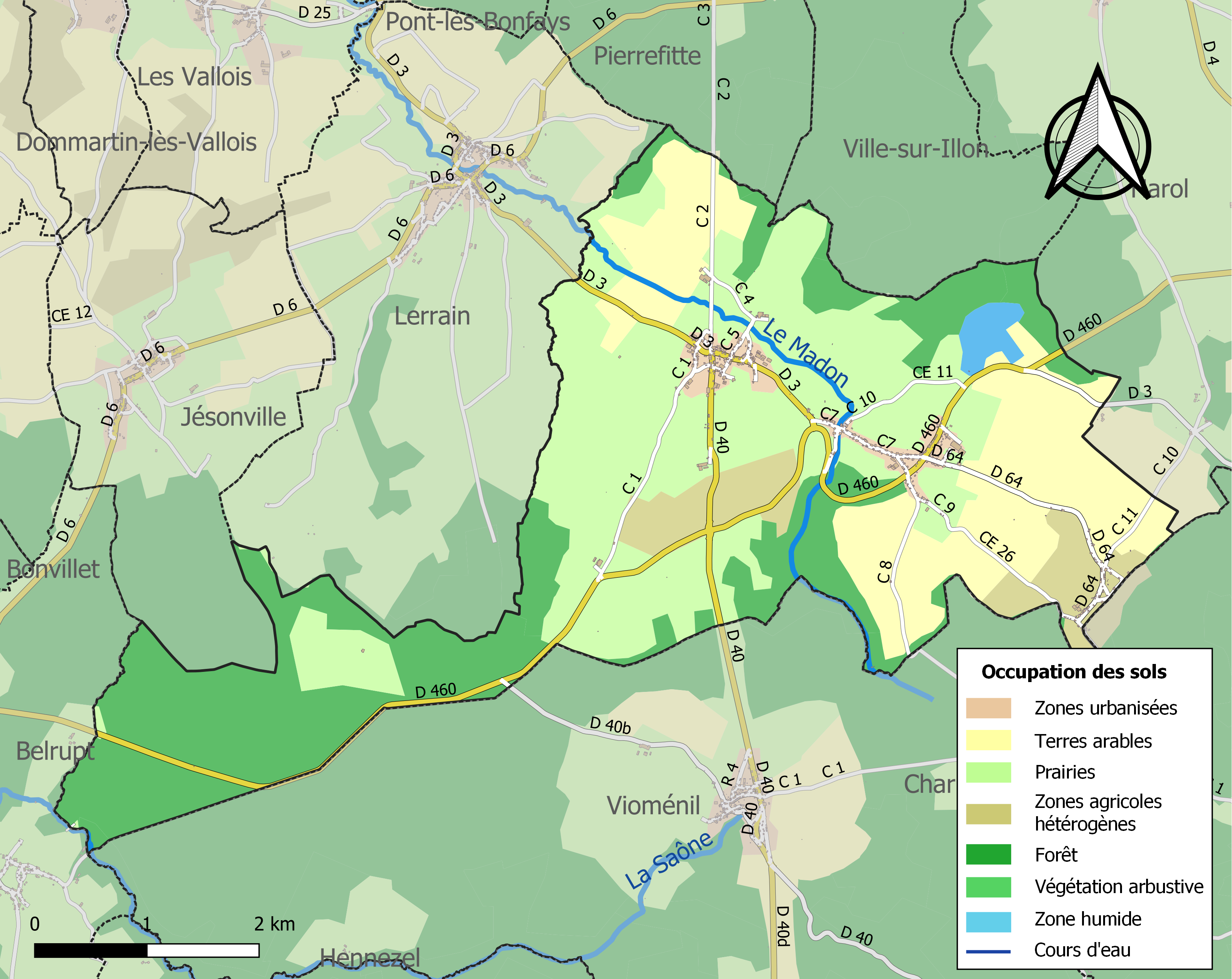
Carte des infrastructures et de l'occupation des sols de la commune en 2018 (CLC).

### Voies de communications et transports

#### Voies routières
La commune est à 3,2 km de Lerain, 4,1 de Vioménil, 6 de Les Vallois et 7,1 de Sans-Vallois.

#### Transports en commun

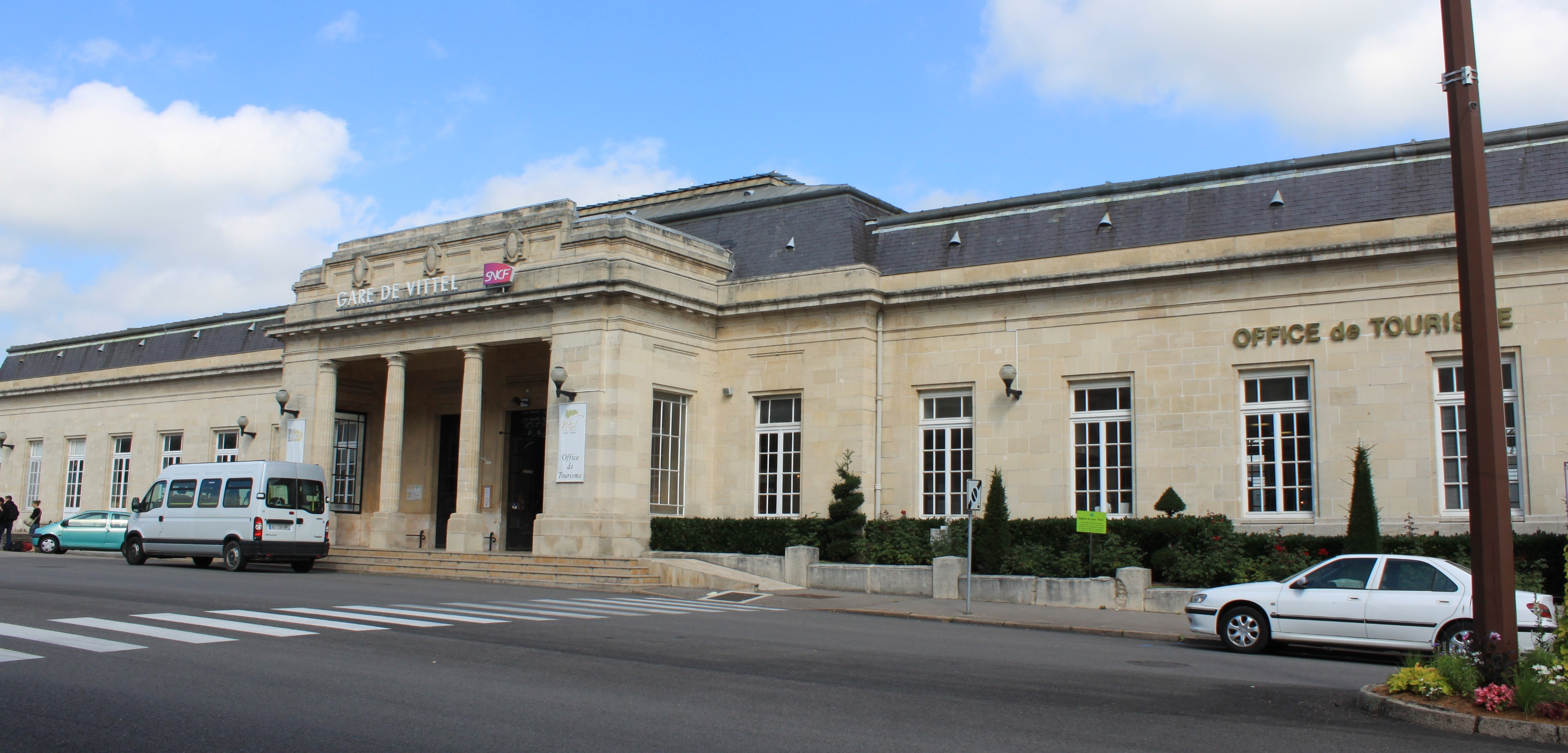
Gare de Vittel.

- Fluo Grand Est.

#### Lignes SNCF
- Gare de Contrexéville
- Gare de Vittel

## Toponymie
Le nom de la localité est attesté sous les formes Cerarios de Erculo (Xe siècle) ; Leuticia de Hercule, ad potestatem de Ercule (XIe ou XIIe siècle) ; Eccle (1219) ; Eicles (1246) ; Eicle (1255) ; Eccles (1295) ; Hercles (1402) ; Le ban d’Escles (1448) ; Escle (1491) ; Hescles (1656) ; Ecles (1683) ; Ecle (1751).

Du nom de dieu romain Hercule(s) ; le -s devant cl est purement graphique.
La tradition érudite y a depuis le XIXe siècle signalé l'existence d'une ville romaine très importante mais que l 'on tente toujours de localiser sur le terrain, Esculanum ou Erculanum, vicus gallo-romain à arc triomphal sur la voie allant de Langres au Donon à l'endroit où elle franchissait le Madon.

## Histoire
Escles, dont on ne connaît pas le nom antique, était une bourgade gallo-romaine sur la voie allant de Corre (Haute-Saône) à la vallée de la Moselle.
Un gué (vadum) traversant le Madon explique la dénomination du Void.
Chef-lieu d'un ban comprenant aussi Lerrain et Vioménil, Escles appartenait au bailliage de Darney. Son église, sous le vocable de saint Étienne, était le siège d’un doyenné de l'archidiaconé d'Épinal, au diocèse de Saint-Dié. La cure était à la collation du chapitre de Remiremont et au concours.
À la Révolution, Escles devient le chef-lieu d'un canton du district de Darney, canton absorbé en 1801 par celui de Darney.
La population atteint son apogée en 1846 avec 1 560 habitants.
Le village, au centre de la rafale descendante du 11 juillet 1984, a subi d'importants dégâts par la grêle et le vent.

## Politique et administration
| Période                                  | Période    | Identité                  | Étiquette | Qualité     |
| ---------------------------------------- | ---------- | ------------------------- | --------- | ----------- |
| Les données manquantes sont à compléter. |            |                           |           |             |
| 1959                                     | mars 1977  | Maurice Colin (1922-2006) |           |             |
| mars 1977                                | juin 1995  | André Georges (1919-2012) | DVD       | Agriculteur |
| juin 1995                                | mars 2001  | Philippe Aubry            |           |             |
| mars 2001                                | avril 2014 | Jean-Marie Riat           | UMP       |             |
| avril 2014                               | En cours   | Patrick Vagner            |           |             |

### Budget et fiscalité 2022

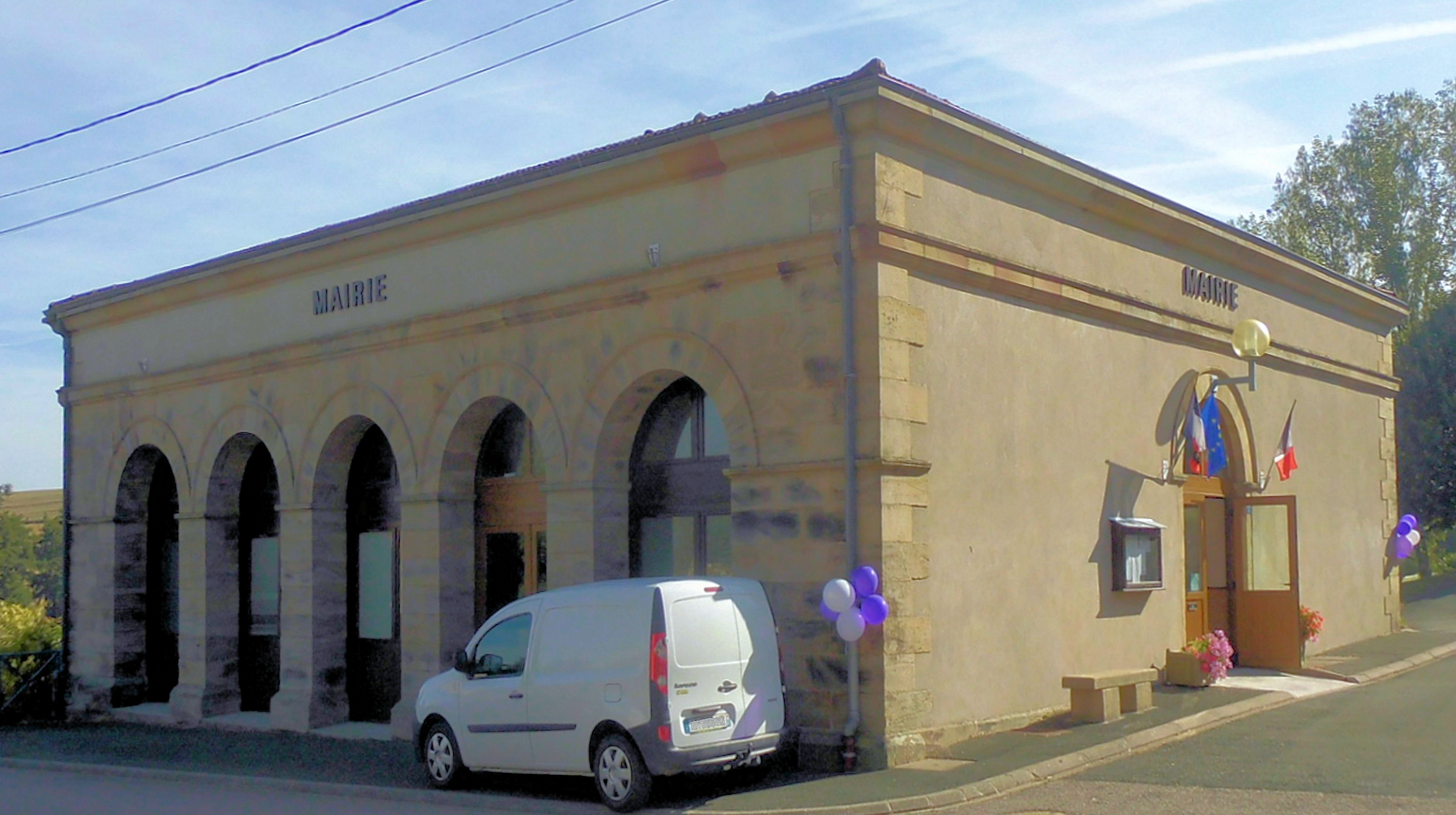
La mairie.

En 2022, le budget de la commune était constitué ainsi :
- total des produits de fonctionnement : 332 000 €, soit 745 € par habitant ;
- total des charges de fonctionnement : 198 000 €, soit 443 € par habitant ;
- total des ressources d'investissement : 142 000 €, soit 317 € par habitant ;
- total des emplois d'investissement : 184 000 €, soit 413 € par habitant ;
- endettement : 200 000 €, soit 449 € par habitant.

Avec les taux de fiscalité suivants :
- taxe d'habitation : 14,91 % ;
- taxe foncière sur les propriétés bâties : 35,07 % ;
- taxe foncière sur les propriétés non bâties : 14,78 % ;
- taxe additionnelle à la taxe foncière sur les propriétés non bâties : 0,00 % ;
- cotisation foncière des entreprises : 0,00 %.

Chiffres clés Revenus et pauvreté des ménages en 2021 : médiane en 2021 du revenu disponible, par unité de consommation : 20 110 €.

## Population et société

### Démographie

#### Évolution démographique
L'évolution du nombre d'habitants est connue à travers les recensements de la population effectués dans la commune depuis 1793. Pour les communes de moins de 10 000 habitants, une enquête de recensement portant sur toute la population est réalisée tous les cinq ans, les populations de référence des années intermédiaires étant quant à elles estimées par interpolation ou extrapolation. Pour la commune, le premier recensement exhaustif entrant dans le cadre du nouveau dispositif a été réalisé en 2006.

En 2022, la commune comptait 385 habitants, en évolution de −11,49 % par rapport à 2016 (Vosges : −2,96 %, France hors Mayotte : +2,11 %).
| 1793  | 1800  | 1806  | 1821  | 1831  | 1836  | 1841  | 1846  | 1856  |
| ----- | ----- | ----- | ----- | ----- | ----- | ----- | ----- | ----- |
| 1 108 | 1 181 | 1 173 | 1 355 | 1 450 | 1 534 | 1 532 | 1 564 | 1 440 |

| 1861  | 1866  | 1876  | 1881  | 1886  | 1891  | 1896  | 1901 | 1906 |
| ----- | ----- | ----- | ----- | ----- | ----- | ----- | ---- | ---- |
| 1 434 | 1 409 | 1 391 | 1 256 | 1 238 | 1 118 | 1 027 | 960  | 910  |

| 1911 | 1921 | 1926 | 1931 | 1936 | 1946 | 1954 | 1962 | 1968 |
| ---- | ---- | ---- | ---- | ---- | ---- | ---- | ---- | ---- |
| 872  | 787  | 741  | 629  | 618  | 586  | 511  | 477  | 420  |

| 1975 | 1982 | 1990 | 1999 | 2006 | 2011 | 2016 | 2021 | 2022 |
| ---- | ---- | ---- | ---- | ---- | ---- | ---- | ---- | ---- |
| 393  | 386  | 389  | 411  | 466  | 430  | 435  | 401  | 385  |

### Enseignement
Établissements d'enseignements :
- Écoles maternelles et primaires à Escles, Lerrain, Les Vallois, Harol, Charmois-l'Orgueilleux, Sans-Vallois.
- Collèges à Dompaire, La Vôge-les-Bains, Monthureux-sur-Saône, Xertigny, Vittel.
- Lycées à Harol, La Vôge-les-Bains, Mirecourt, Épinal.

### Santé
Professionnels et établissements de santé :
- Médecins à Lerrain, Charmois-l'Orgueilleux, Dompaire, Girancourt, Damas-et-Bettegney, Darney.
- Pharmacies à Lerrain, Dompaire, Girancourt, Darney, Chaumousey, Remoncourt.
- Hôpitaux à Ville-sur-Illon, Mattaincourt, Xertigny.

### Cultes
- Culte catholique, Paroisse Saint-Martin-de-la-Forêt[31], Diocèse de Saint-Dié.

## Économie

### Entreprises et commerces

#### Agriculture
- Culture et élevage associés.
- Culture de céréales, de légumineuses et de graines oléagineuses.
- Culture de légumes, de melons, de racines et de tubercules.
- Sylviculture et autres activités forestières.
- Élevage de vaches laitières.
- Élevage d'autres bovins et de buffles.
- Élevage de chevaux et d'autres équidés.
- Exploitation forestière.

#### Tourisme
- Hébergements et restauration à Dombasle-devant-Darney, Xertigny, Claudon, Sanchey, Bains-les-Bains.

#### Commerces
- Commerces et services de proximité.

## Culture locale et patrimoine

### Lieux et monuments

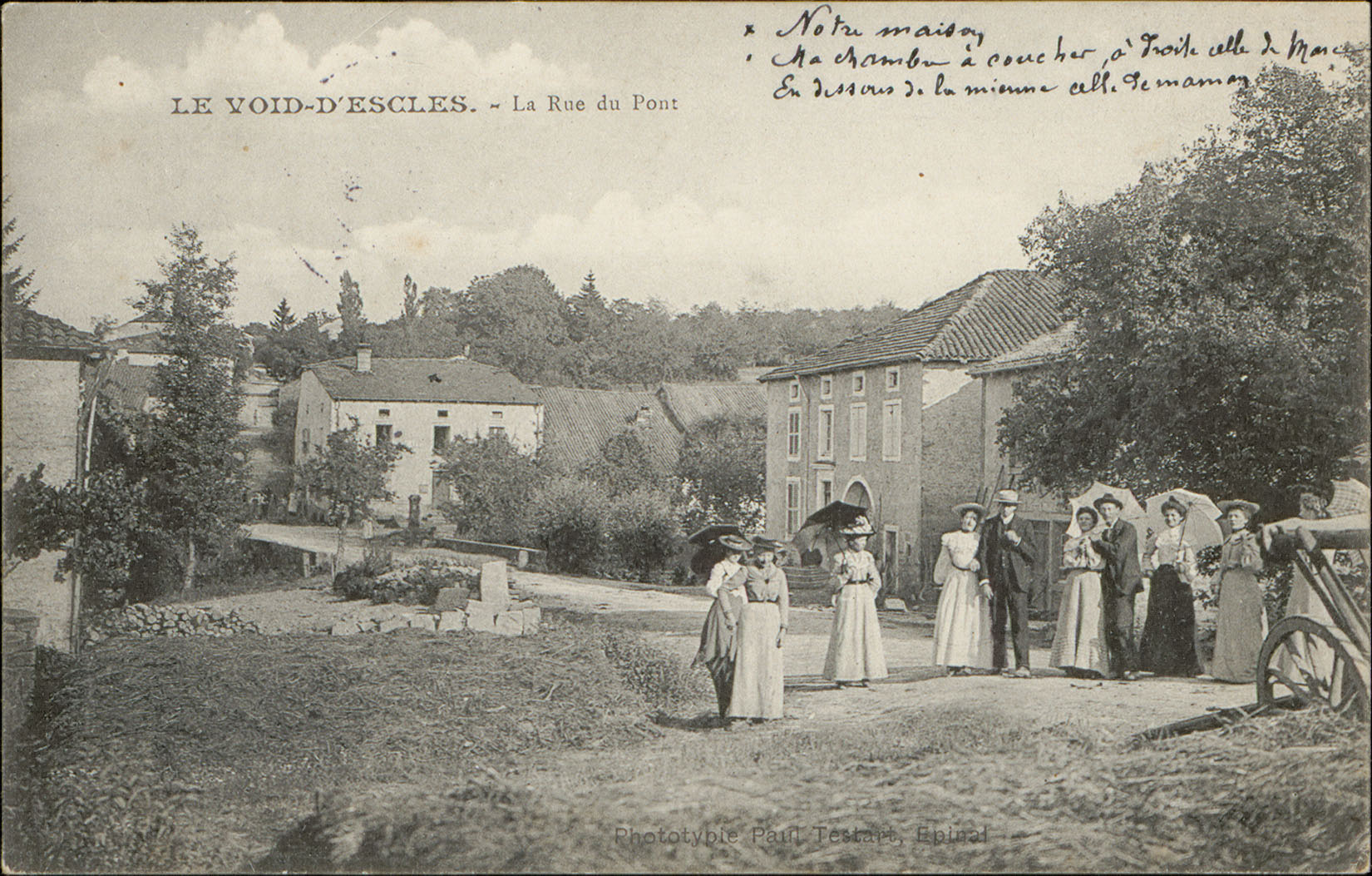
Carte postale Paul Testart représentant la rue du Pont à le Void d'Escles, entre 1880 et 1945.
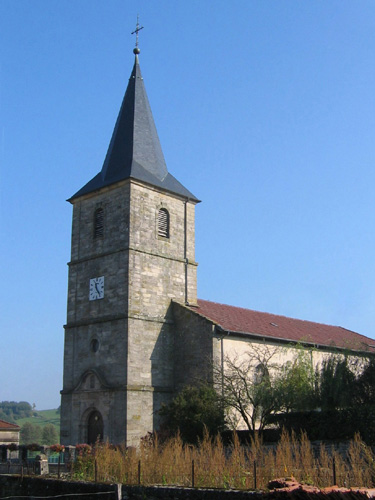
Église de l'Invention-de-Saint-Étienne.
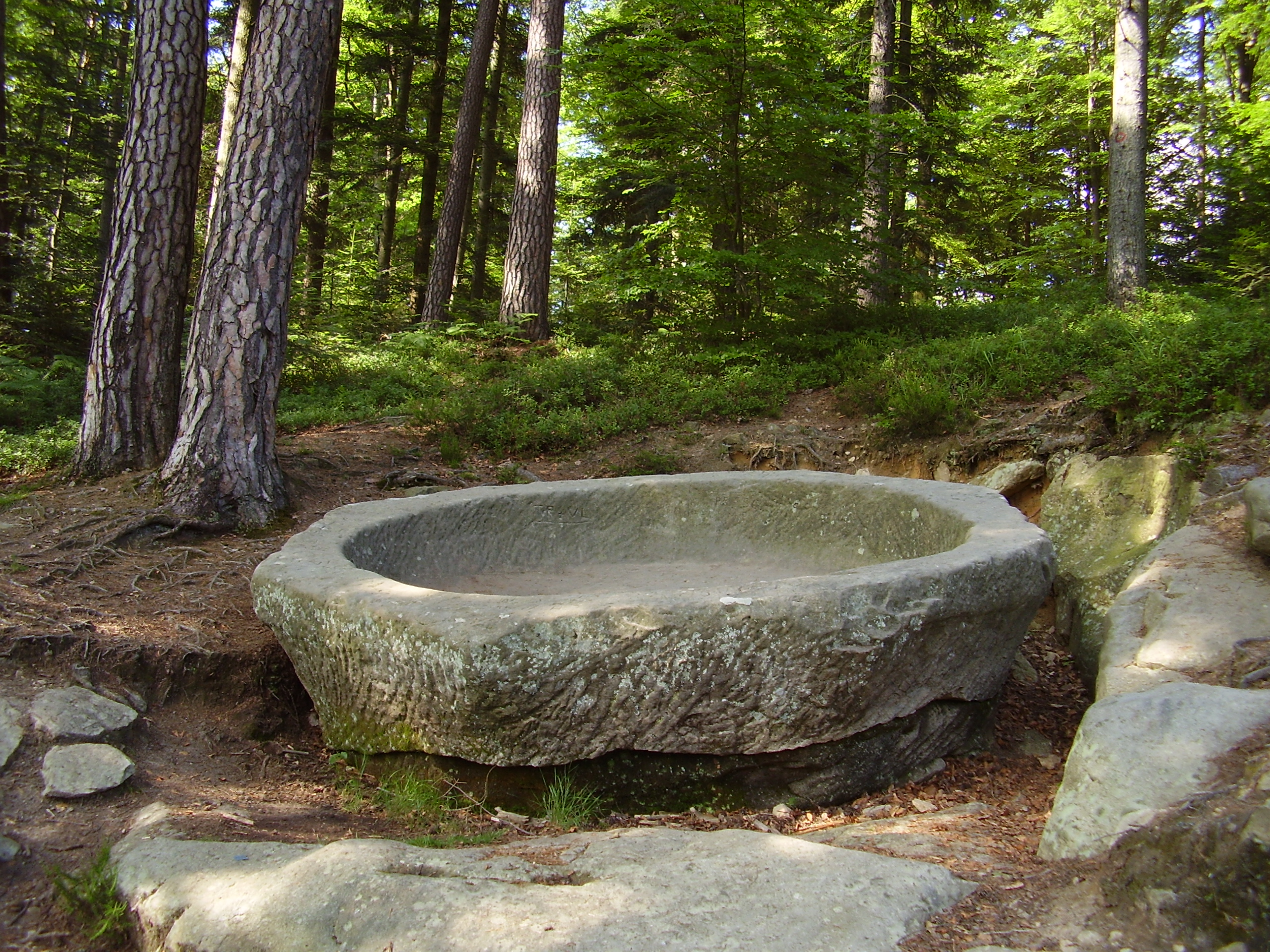
Le cuveau des Fées après les fouilles[32].
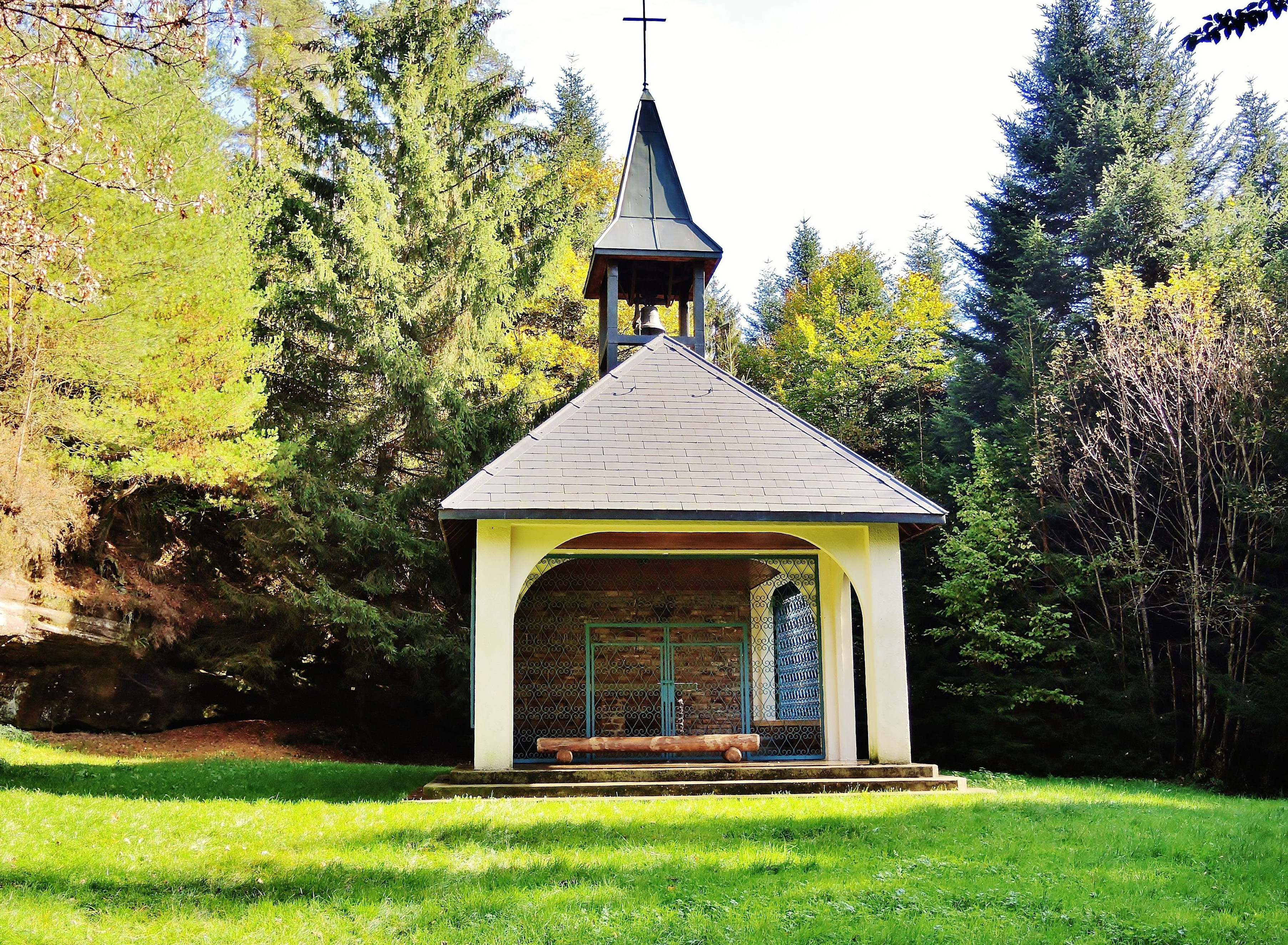
Chapelle Saint-Martin dans le vallon, encore appelé vallon druidique.
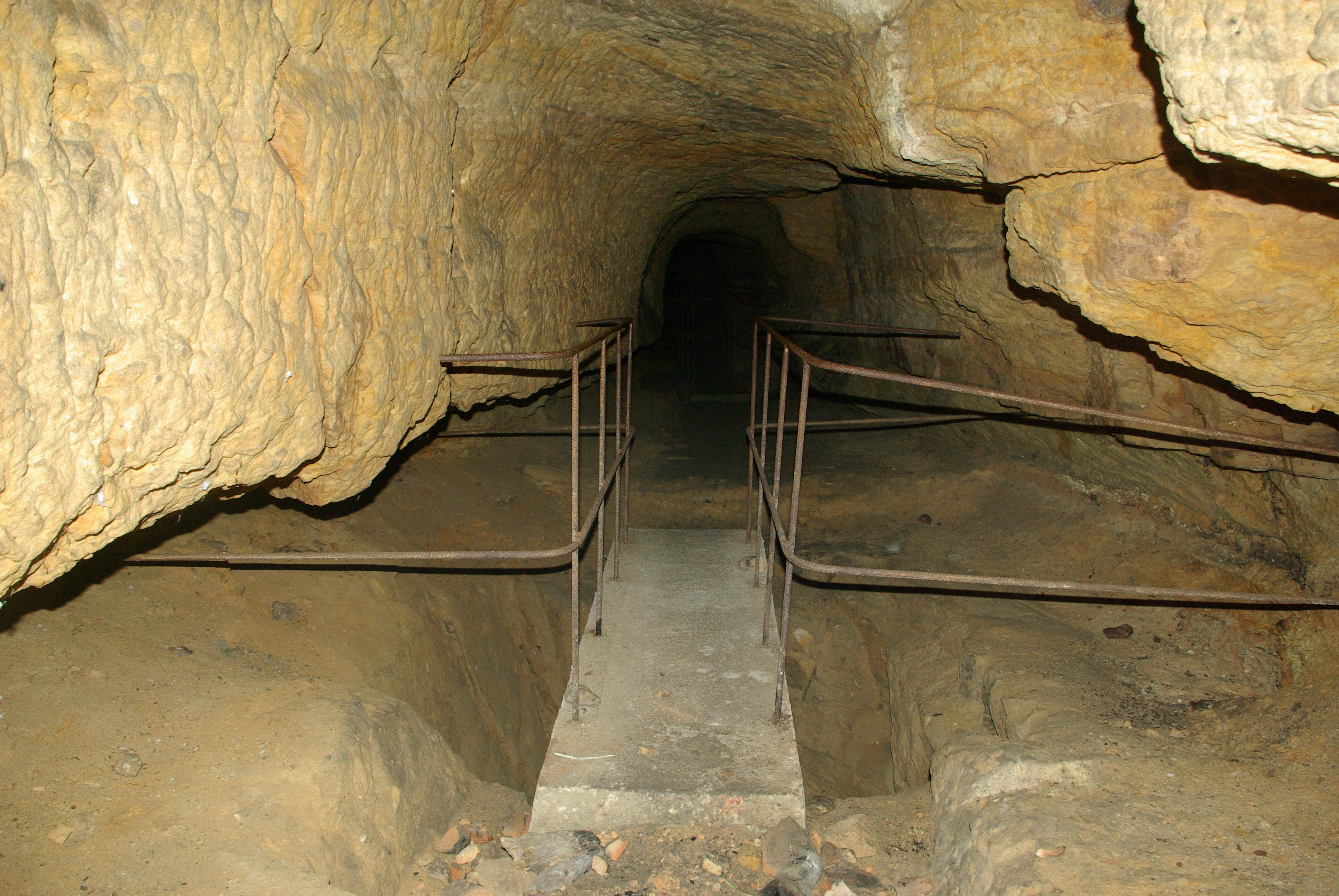
Grotte de Saint-Martin.
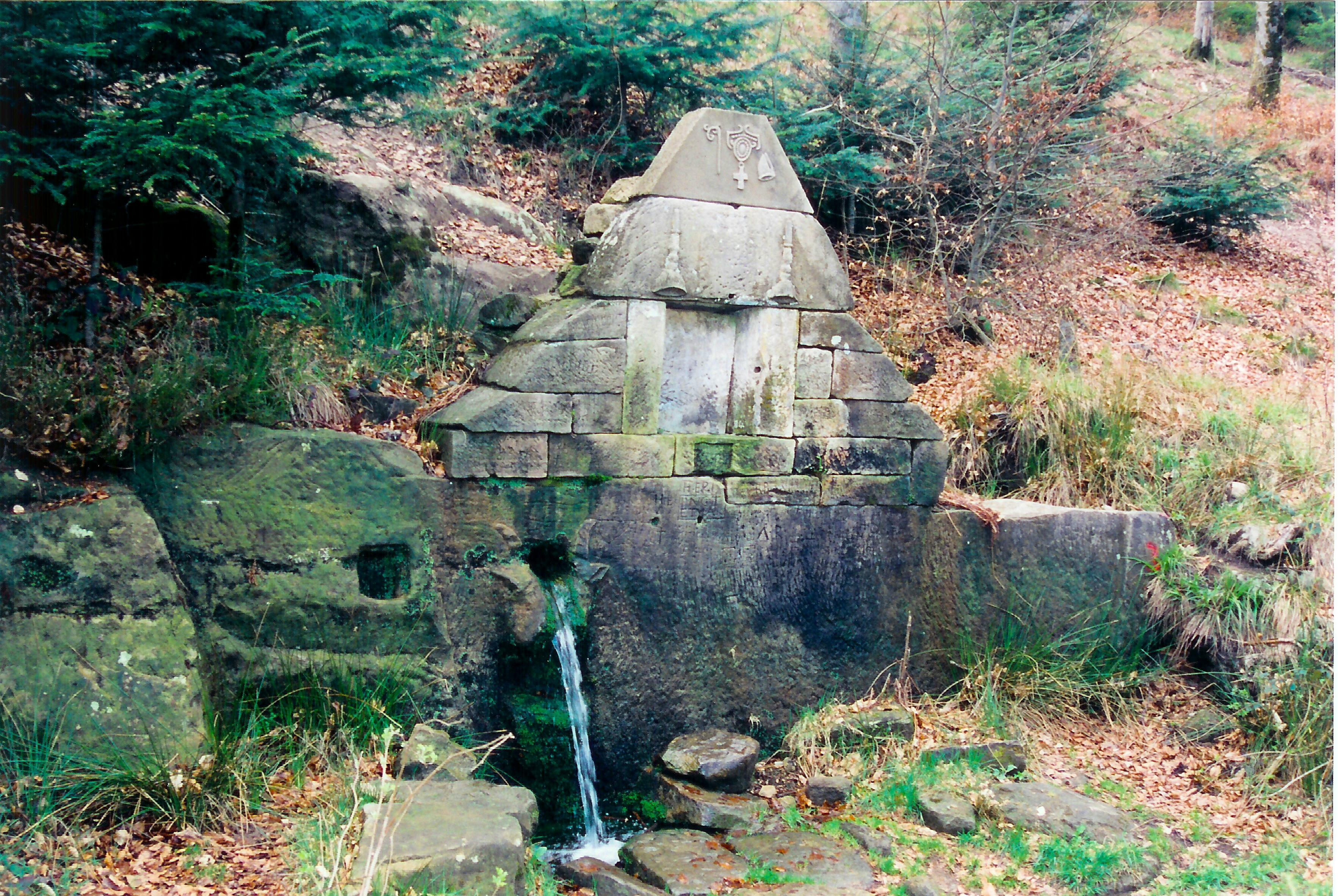
Fontaine du bœuf.

- L'église de l'Invention-de-Saint-Étienne.

Christ en croix.
Statue Sainte Claire.
Autel (maître-autel).
Autel et retable latéral nord.
Autel et retable latéral sud.
Haut-relief Saint Martin.
- Le cuveau des Fées (bloc qu'on suppose abandonné par des carriers) dans le Vallon de Saint-Martin[39].

- Chapelle et grotte Saint-Martin[40].
- Le Châtelet (motte castrale)[41].
- Fontaine Le bœuf[42].
- Patrimoine architectural rural recensé par le service de l'Inventaire général du patrimoine culturel[43].
- Monument aux morts[44],[45].
- Calvaires[46].

### Personnalités liées à la commune
- Les 6 titulaires dans l'Ordre national de la Légion d'honneur dans la commune[47],[48].
- Les 8 titulaires de la Médaille de Sainte-Hélène dans la commune[49].

### Héraldique, logotype et devise
Commune sans bason.

## Pour approfondir